# Terrorisme en 2014
Chronologie du terrorisme
- 2010
- 2011
- 2012
- 2013
- 2014
- 2015
- 2016
- 2017
- 2018

Au cours de l'année 2014, la guerre civile syrienne et la seconde guerre civile irakienne continuent. La guerre civile yéménite, la deuxième guerre civile libyenne et la guerre du Donbass voient le jour cette même année. En raison de ces nouveaux conflits, le nombre d'attentats et de victimes ont fortement augmenté. En effet, il y a eu 43 512 victimes (presque le double que l'année précédente) pour 16 818 attaques terroristes. Il y a eu plus de victimes en 2014 que durant les sept premières années des années 2000.

## Événements

### Janvier
- 17 janvier 2014 : Afghanistan. Attaque contre le restaurant « La taverne du Liban » à Kaboul fait 21 morts (6 Afghans et 13 étrangers, dont le chef du FMI dans le pays, un candidat travailliste aux élections, 2 membres de EUPOL Afghanistan et 4 de l'UNAMA)[2].
- 24 janvier 2014 : Égypte. Plusieurs attentats à la bombe frappent Le Caire, dont un contre la préfecture de police, le bilan est de 6 morts les 24 et 25 janvier. Plusieurs bâtiments historiques sont endommagés dont 4 mosquées anciennes et le musée des Arts islamiques[3].

### Février
- 16 février 2014 : Égypte. 3 touristes sud-coréens et le chauffeur égyptien sont tués dans un attentat contre leur bus au poste-frontière de Taba[4].

### Mars
- 1er mars 2014 : Chine. Un attentat a lieu dans la gare de Kunming, faisant 29 morts et 143 blessés[5].
- 9 mars 2014 : Irak. 45 morts et 157 blessés dans l'explosion d'un minibus au milieu d'un embouteillage[6].
- 14 mars 2014 : Pakistan. Deux attentats font 19 morts et une soixantaine de blessés dans les villes de Peshawar et Quetta[7].

### Avril
- 14 avril 2014 : Nigeria. Un attentat à la gare routière d'Abuja attribué à Boko Haram fait 71 morts et 124 blessés[8].
- 29 avril 2014 et 1er mai 2014 : Syrie. Un attentat contre la communauté alaouite à Homs fait au moins 100 morts[9].
- 30 avril 2014 : Chine. explosion et attaque au couteau à Ürümqi, qui font 3 morts[10].

### Mai
- 1er mai 2014 : Nigeria. Un attentat près de la gare routière d'Abuja, à 50 m du lieu de l'explosion du 14 avril, par Boko Haram, 19 morts et 80 blessés[11].
- 2 mai 2014 : Syrie. Deux attentas contre les localités alaouites de Jidrine et al-Houeiri, dans la province de Hama, font au moins 20 morts[12].
- 22 mai 2014 : Chine. Attaque d'un marché par deux véhicules remplis d'explosifs à Ürümqi, 43 morts et 90 blessés.
- 24 mai 2014 : Djibouti. un attentat-suicide perpétré par deux kamikazes d'origine somalienne fait 3 morts et 15 blessés dans le centre-ville de la capitale
- 24 mai 2014 : Belgique. Une fusillade au musée juif de Belgique à Bruxelles, attribuée à un militant islamiste français, causant la mort de 4 personnes[13].
- 25 mai 2014 : Nigeria. Camion piégé sur un marché de Jos, au moins 118 morts.

### Juin
- 1er juin 2014 : Nigeria. Un véhicule piégé explose près de la pelouse dans l'enceinte d'un stade après un match de football faisant 40 morts.
- 17 juin 2014 : Nigeria. Attentat contre un centre de visionnage d'un match de football, 21 morts et 17 blessés.
- 25 juin 2014 : Nigeria. Un attentat dans un centre commercial à Abuja, attribué à Boko Haram, fait 21 morts[14].

### Juillet
- 19 juillet 2014 : Égypte. Attaque contre un poste des membres de force de sécurité près de l'oasis de Farafra (sud-ouest, près de la Libye)[15].
- 23 juillet 2014 : Nigeria. Un attentat à Kaduna, dû à deux explosions attribuées à Boko Haram, fait 67 morts.

### Août
- 4 août 2014 : Israël. Un bus renversé par une pelleteuse (attaque terroriste) 1 mort et 6 blessés[16].

### Septembre
- 2 septembre 2014 : Égypte. Explosion contre un véhicule de policiers dans le Sinaï : 11 policiers tués[17].

### Octobre
- 14 octobre 2014 : Égypte. Explosion au Caire, 12 blessés[18].
- 21 octobre 2014 : Égypte. Attentat à la voiture piégée au Caire, 2 policiers tués[19].
- 22 octobre 2014 : Israël. Attentat à la voiture bélier contre un arrêt de bus à Jérusalem, revendiqué par le Hamas, un nourrisson perd la vie, ainsi qu'une touriste équatorienne et un jeune Palestinien, de nombreux blessés à déplorer.
- 22 octobre 2014 : Canada. Fusillade à Ottawa visant le Monument commémoratif de guerre pour se terminer au Parlement du Canada, 2 morts (dont le tireur, l'islamiste Michael Zehaf-Bibeau) et 3 blessés.
- 24 octobre 2014 : Égypte. Attentat-suicide contre un barrage de l'armée dans le Sinaï, 28 morts et 31 blessés[20].

### Novembre
- 3 novembre 2014 : Arabie saoudite. Tirs contre un lieu de culte chiite dans le village d'al-Dalwa, 8 personnes sont tuées[21].
- 5 novembre 2014 : Israël. Une "voiture-bélier" fonce dans la foule à Jérusalem, un policier tué, nombreux blessés[22].
- 10 novembre 2014 : Israël. 2 morts par attaque au couteau à Tel-Aviv[23].
- 10 novembre 2014 : Nigéria. Attentat dans une école de Potiskum, au moins 48 morts[24].
- 10 novembre 2014 : Afghanistan. Série d'attentats visant des policiers[25].
- 18 novembre 2014 : Israël. Attaque contre une synagogue  de Jérusalem, 5 personnes tuées[26].
- 28 novembre 2014 : Nigéria. Série d'attentats à Kano, dont contre la grande mosquée, provoquant la mort de 120 personnes environ[27].

### Décembre
- 15 décembre 2014 : Australie: Prise d'otage dans un café à Sydney, provoquant la mort de 3 personnes, dont le preneur d'otage Man Haron Monis, militant islamiste d'origine iranienne.
- 16 décembre 2014 : Pakistan. Tuerie dans une école pour enfants de militaires dans la ville de Peshawar : Six commandos talibans exécutent 141 personnes dont 132 enfants. Il y a aussi 124 blessés, dont 121 enfants.